# Maree Bennie
Maree Bennie, coniugata Jackson (Albury, 11 ottobre 1954), è un'ex cestista australiana.
È la madre di Lauren Jackson.

## Carriera
Con l'Australia ha disputato due edizioni dei Campionati del mondo (1975, 1979).